# Горенц-Станкович, Йон
Йон Го́ренц-Ста́нкович (словен. Jon Gorenc Stanković; род. 14 января 1996[…], Любляна) — словенский футболист, защитник клуба «Штурм» и сборной Словении. Участник чемпионата Европы 2024.

## Клубная карьера
Горенц-Станкович — воспитанник клуба «Домжале». 8 мая 2013 года в матче против «Копера» он дебютировал в  чемпионате Словении. В 2014 года Йон перешёл в дортмундскую «Боруссию», где выступал за дублирующий состав. Летом 2016 года Горенц-Станкович перешёл в английский «Хаддерсфилд Таун». 27 сентября в матче против «Ротерем Юнайтед» он дебютировал в Чемпионшипе. В 2018 году игрок помог клубу выйти в элиту. В матче против «Манчестер Сити» он дебютировал в английской Премьер-лиге. В этом же поединке Йон забил свой первый гол за «Хаддерсфилд Таун». По окончании сезона клуб вылетел из элиты, но игрок остался в команде. 
Летом 2020 года Горенц-Станкович перешёл в австрийский «Штурм». 13 сентября в матче против «Санкт-Пёльтена» он дебютировал в австрийской Бундеслиге. 19 сентября в поединке против столичного «Рапида» Йон забил свой первый гол за «Штурм». 30 сентября в матче Лиги Европы против нидерландского ПСВ он забил гол. 

## Международная карьера
7 октября 2020 года в товарищеском матче против сборной Сан-Марино Горенц-Станкович дебютировал за сборную Словении. 4 июня 2021 года в поединке против сборной Гибралтара он забил свой первый гол за национальную команду.

### Голы за сборную Словении
| #   | Дата        | Место                     | Противник | Результат | Счёт | Соревнование      |
| --- | ----------- | ------------------------- | --------- | --------- | ---- | ----------------- |
| 01. | 4 июня 2021 | Бонифика, Копер, Словения | Гибралтар | 6:1       | 6:0  | Товарищеский матч |